# Relaciones Chipre-Estados Unidos
Las relaciones Chipre-Estados Unidos son las relaciones diplomáticas entre Chipre y Estados Unidos. Chipre tiene una embajada en Washington D. C. y un consulado general en Ciudad de Nueva York. Estados Unidos tiene una embajada en Nicosia. Las relaciones entre los dos países pueden describirse como excelentes, y ambos comparten la membresía en las Naciones Unidas, Fondo Monetario Internacional, Organización para la Seguridad y la Cooperación en Europa, el Banco Mundial y la Organización Mundial del Comercio. Chipre ha sido observador en la Organización de los Estados Americanos.
Según el Informe de liderazgo global de Estados Unidos de 2012, el 26% de los chipriotas aprueba el liderazgo de Estados Unidos, Con un 35% de desaprobación y un 39% de incertidumbre.

## Historia
Los Estados Unidos consideran el statu quo en Chipre como inaceptable. Las administraciones sucesivas han considerado que las negociaciones intercomunitarias dirigidas por la ONU son los mejores medios para lograr un acuerdo justo y permanente.

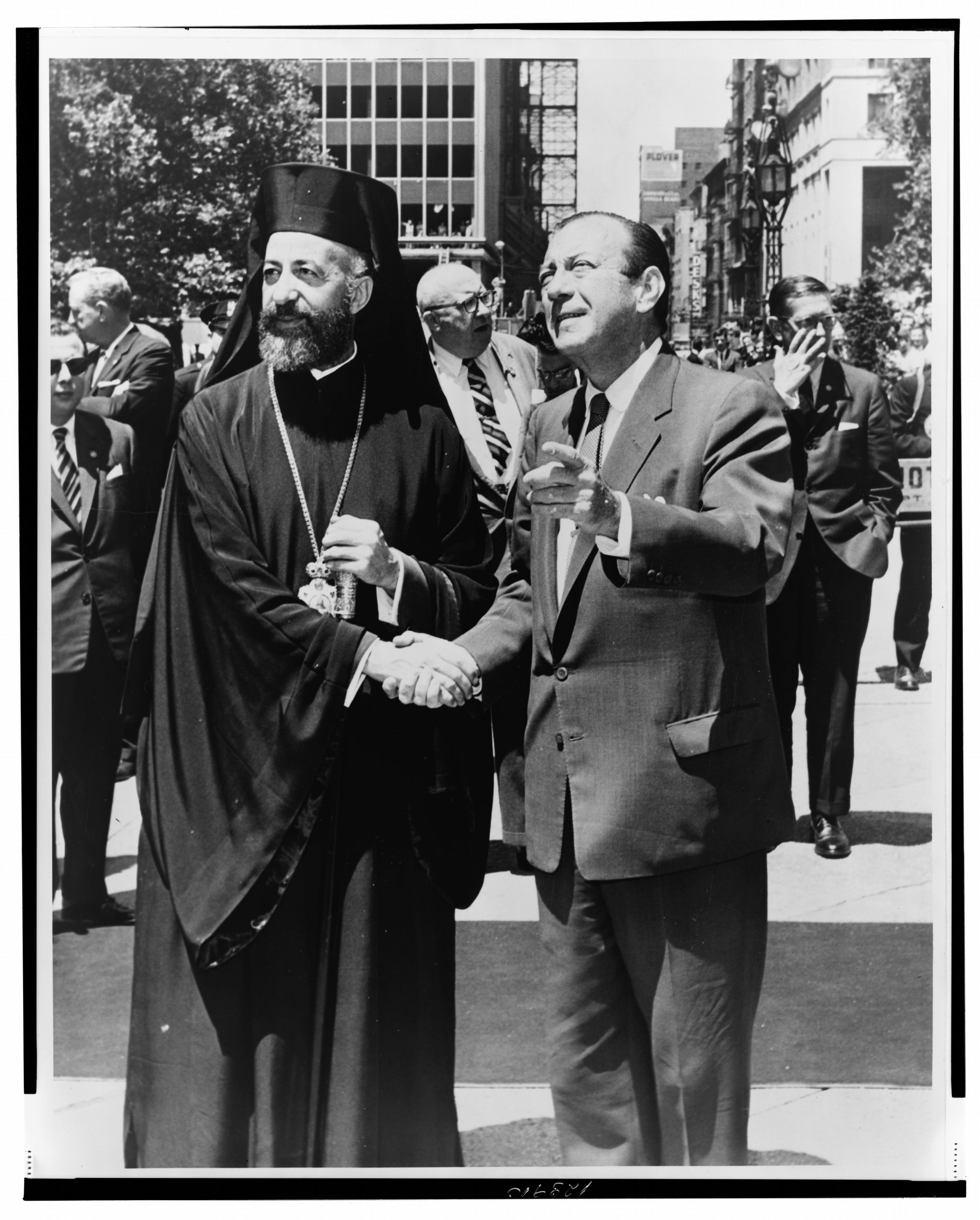
Mayor Robert F. Wagner, Jr. saluda al Arzobispo Makarios en el Ayuntamiento.

Estados Unidos está trabajando estrechamente con Chipre en la Guerra contra el terrorismo. Un Tratado de asistencia jurídica mutua, que ha estado en vigor desde el 18 de septiembre de 2002, facilita la cooperación bilateral. Chipre también firmó un Acuerdo de Embarque de Barcos de la Iniciativa de Seguridad contra la Proliferación con los Estados Unidos el 25 de julio de 2005, que refuerza la cooperación bilateral contra el terrorismo.
Estados Unidos ha canalizado más de 1 millón de dólares en asistencia a las dos comunidades desde mediados de la década de 1970, y ahora proporciona aproximadamente $ 24 millones al año para reducir las tensiones y promover la paz y la cooperación entre las dos comunidades. En 2004, siguiendo el proceso del Plan Annan, los Estados Unidos asignaron ayuda adicional al desarrollo económico en la comunidad turcochipriota, con el objetivo de reducir los costos económicos de cualquier acuerdo futuro.

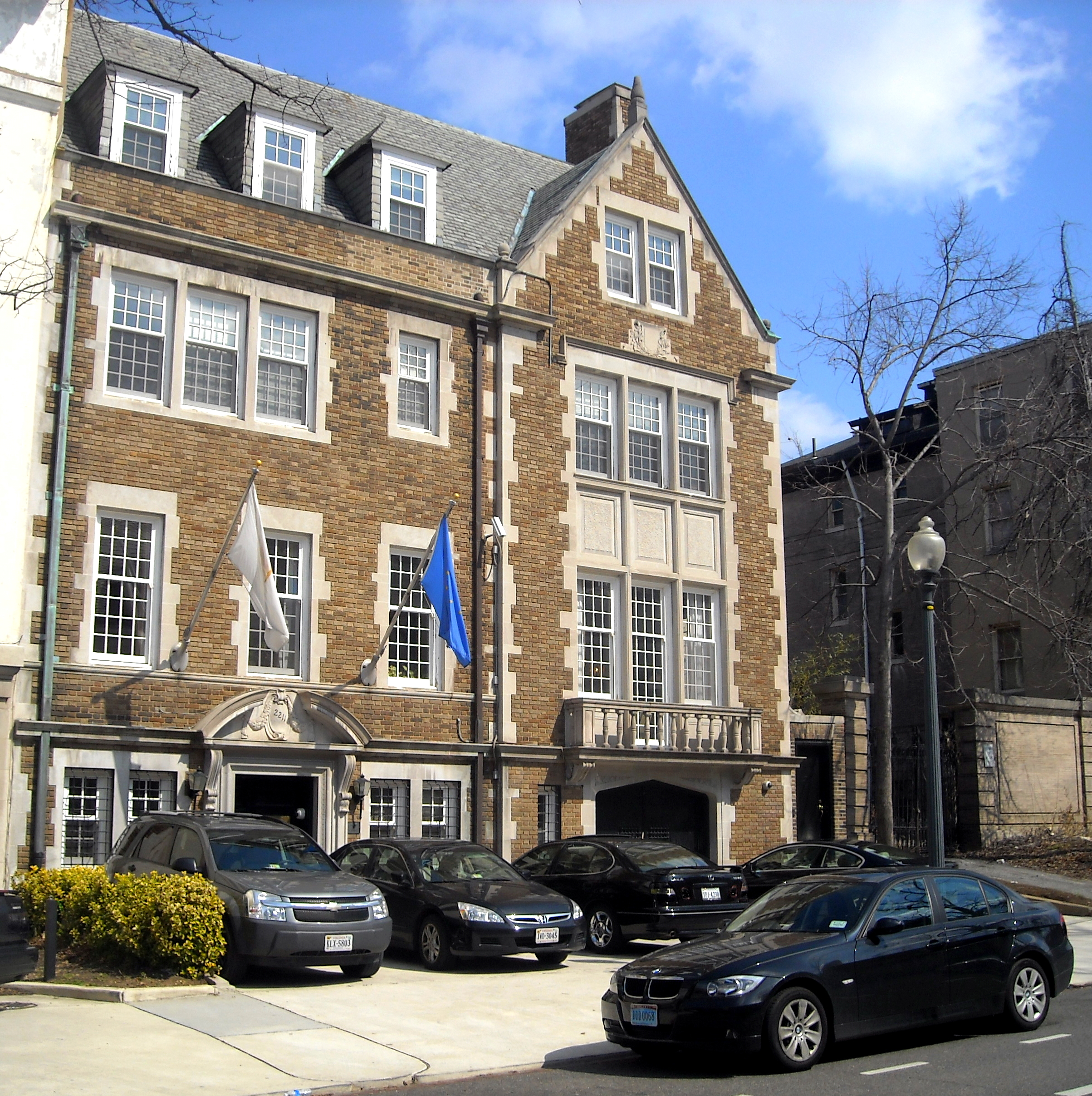
Embajada de Chipre en Washington D. C.

Los principales funcionarios de los Estados Unidos incluyen:
- Embajador - Ronald L. Schlicher
- Jefe Adjunto de Misión - Jane B. Zimmerman
- Oficial consular - Randy Carlino
- Agregado Activo de Defensa — LTC Scott Miller
- Oficial económico / comercial - James Carouso
- Oficial de Gestión - Warren Hadley
- Oficial político - Gregory Macris
- Oficial de Asuntos Públicos - Thomas S. Miller
- USAID - Thomas A. Dailey

La Embajada de los Estados Unidos en Chipre se encuentra en Engomi, Nicosia.

## Educación en Estados Unidos
Debido al flujo masivo de estudiantes chipriotas de posgrado y postgrado en Chipre, el Programa de Becas de América-América (CASP) ofrece becas para estudiantes chipriotas que desean obtener una licenciatura en los Estados Unidos. La competencia CASP está abierta para licenciaturas en todos los campos, excepto Medicina y Odontología.
Una licenciatura en los Estados Unidos por lo general toma cuatro años. La beca es por un monto máximo de $ 25,000 cada año, por un total máximo de $ 100.000.

## Las relaciones en la era moderna.

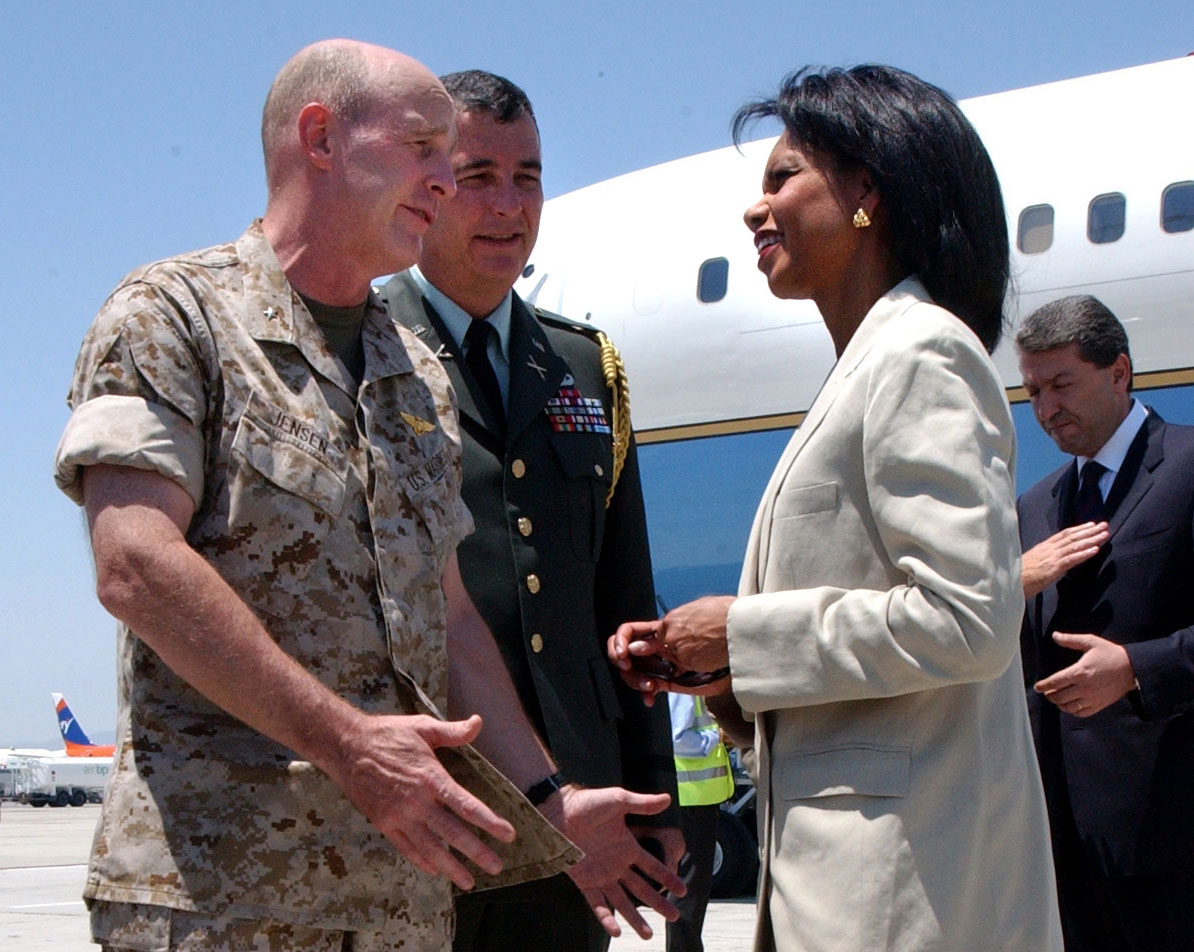
La Secretaria de Estado de los Estados Unidos Condoleezza Rice habla con la Brigada del Cuerpo de Marines de los Estados Unidos. El general Carl Jensen en Lárnaca, Chipre.

Las relaciones entre los Estados Unidos y Chipre pueden describirse como un estado de ánimo excelente debido al acercamiento del gobierno de Chipre con el gobierno israelí en la reciente incursión de la flotilla de Gaza. También Chipre ha otorgado los derechos a una multinacional estadounidense de extracción de petróleo para extraer gas natural en el bloque marítimo "Cyprus A". Chipre es visto como el estado democrático más cercano en el Medio Oriente y, como resultado, Estados Unidos a veces solicita el uso de sus bases militares, puertos o aeropuertos como Aeropuerto Internacional de Larnaca.